# Cantone di Joigny
Il Cantone di Joigny è una divisione amministrativa dell'arrondissement di Auxerre.
A seguito della riforma complessiva dei cantoni del 2014 è passato da 10 a 15 comuni.

## Composizione
Prima della riforma del 2014 comprendeva i comuni di:
- Béon
- Cézy
- Champlay
- Chamvres
- Joigny
- Looze
- Paroy-sur-Tholon
- Saint-Aubin-sur-Yonne
- Villecien
- Villevallier

Dal 2015 comprende i comuni di:
- Béon
- La Celle-Saint-Cyr
- Cézy
- Champlay
- Cudot
- Joigny
- Looze
- Précy-sur-Vrin
- Saint-Aubin-sur-Yonne
- Saint-Julien-du-Sault
- Saint-Loup-d'Ordon
- Saint-Martin-d'Ordon
- Verlin
- Villecien
- Villevallier